# Maratón de Mar del Plata
El Maratón Internacional de Mar del Plata es un maratón de 42 195 metros que se lleva a cabo anualmente en la ciudad de Mar del Plata, Argentina, generalmente en el mes de noviembre, en conjunto con las pruebas de media maratón y 10 000 metros. 
La carrera se realiza en un circuito de calle, recorriendo el frente costero de la ciudad, lo que le vale el apodo de La carrera del Mar  y la convierte en una de las más atractivas y convocantes del calendario deportivo argentino. 
Se disputó por primera vez el 13 de diciembre de 1987 con la organización de la Asociación Marplatense de Atletismo -actual Federación Marplatense de Atletismo, a través de su Comisión de pruebas de calle que integraban Ricardo Rodríguez, Ramón Alberto Beguiristaín y Juan Carlos Raimondi. Se efectuó ininterrumpidamente hasta el 2008. En el año 2012 volvió a disputarse y continua hasta la fecha. Por la pandemia no se llevó a cabo en el 2020 y 2021 estando prevista su próxima edición para abril de 2022. En 1989, el 10 de diciembre, fue asimismo Campeonato Nacional. En 2016 su organización fue concesionada a privados. A partir de 2018, la carrera es organizada por Sportfacilities. Desde ese año también la marca deportiva New Balance se convirtió en su principal patrocinador y la incluyó en su NB series.
Los poseedores de los actuales records de tiempo del circuito son el argentino Toribio Gutiérrez, con 2:19:41 en la categoría masculina desde 1989, y la argentina Karina Neipán, con 2:45:43 en la categoría femenina desde la edición de 2015.

## Palmarés
Listado de vencedores y sus tiempos registrados en las diferentes ediciones del maratón.
Referencias:      Record actual del circuito      Records anteriores del circuito      Campeonato Nacional
| Edición | Año  | Vencedor masculino     | Tiempo (h:m:s) | Vencedora femenina   | Tiempo (h:m:s) |
| ------- | ---- | ---------------------- | -------------- | -------------------- | -------------- |
| 34°     | 2025 | José Félix Sánchez     | 2:26:32        | Anahí Castaño        | 2:48:34        |
| 33°     | 2024 | Ulises Sanguinetti     | 2:35:43        | Anahí Castaño        | 2:58:11        |
| 32°     | 2023 | Miguel Maza            | 2:21:50        | Anahí Castaño        | 2:54:52        |
| 31°     | 2022 | Miguel Maza            | 2:26:11        | Candela Cerrone      | 3:06:09        |
| 30°     | 2019 | Ulises Sanguinetti     | 2:22:38        | Belén Iardino        | 2:51:39        |
| 29°     | 2018 | Luis Molina            | 2:24:44        | Sofía Luna           | 2:52:06        |
| 28°     | 2017 | Mariano Mastromarino   | 2:24:13        | María Peralta        | 2:54:30        |
| 27°     | 2016 | Ulises Sanguinetti     | 2:25:18        | Mariel Alasia        | 2:56:03        |
| 26°     | 2015 | Nicolás Ternavasio     | 2:20:50        | Karina Neipán        | 2:45:43        |
| 25°     | 2014 | Matías Schiel          | 2:26:51        | Valeria Rodríguez    | 2:46:20        |
| 24°     | 2013 | Mariano Mastromarino   | 2:29:24        | Andrea Graciano      | 2:50:17        |
| 23°     | 2012 | Matías Schiel          | 2:45:17        | Florencia Borelli    | 3:04:17        |
| 22°     | 2008 | Raimondo Freijoo       | 2:38:20        | Ennia Barrera        | 3:28:13        |
| 21°     | 2007 | Juan José Perez        | 2:52:48        | Vanessa Bentacurt    | 3:44:59        |
| 20°     | 2006 | Raúl González          | 2:39:07        | Laura Aspiroz        | 3:18:00        |
| 19°     | 2005 | Sergio Palma           | 2:32:09        | Alejandra Calcagno   | 3:16:22        |
| 18°     | 2004 | Manuel Méndez          | 2:42:49        | Andrea Virasoro      | 3:24:13        |
| 17°     | 2003 | Manuel Méndez          | 2:41:24        | Soledad Virasoro     | 3:35:53        |
| 16°     | 2002 | Claudio Burgos         | 2:28:43        | Leonor Crundall      | 3:17:40        |
| 15°     | 2001 | Waldemar Cotelo        | 2:24:01        | Leonor Crundall      | 3:16:01        |
| 14°     | 2000 | Cristian Malgioglio    | 2:37:16        | Roxana Preussler     | 3:00:27        |
| 13°     | 1999 | Oscar Alarcón          | 2:22:58        | Roxana Preussler     | 3:12:28        |
| 12°     | 1998 | Tranquilino Valenzuela | 2:21:15        | Lilia Gamboa         | 3:17:41        |
| 11°     | 1997 | Rubén Coria            | 2:26:47        | María Teresa Aguerre | 2:59:11        |
| 10°     | 1996 | Toribio Gutiérrez      | 2:28:42        | Lilia Gamboa         | 3:10:35        |
| 9°      | 1995 | Carlos Daniel López    | 2:32:29        | Elsa Guevara         | 3:13:02        |
| 8°      | 1994 | Daniel Pardo           | 2:33:40        | Epifania Carhuas     | 3:23:11        |
| 7°      | 1993 | Valmir de Carvalho     | 2:19:49        | Nercy da Freitas     | 2:48:32        |
| 6°      | 1992 | Hipólito Cardozo       | 2:33:48        | Epifania Carhuas     | 3:09:01        |
| 5°      | 1991 | Carlos Edgar Barria    | 2:29:15        | Mirta Rodríguez      | 3:28:12        |
| 4°      | 1990 | Carlos Edgar Barria    | 2:21:47        | Nélida Olivet        | 2:55:43        |
| 3°      | 1989 | Toribio Gutiérrez      | 2:19:41        | Nélida Olivet        | 2:54:50        |
| 2°      | 1988 | Rubén Aguiar           | 2:23:54        | Nélida Olivet        | 3:11:34        |
| 1°      | 1987 | Toribio Gutiérrez      | 2:22:05        | Norma Fernández      | 2:59:18        |

## Estadísticas
Listado de atletas con 2 o más victorias en la competencia.
| Atleta               | País      | Victorias | Ediciones        |
| -------------------- | --------- | --------- | ---------------- |
| Toribio Gutiérrez    | Argentina | 3         | 1987, 1989, 1996 |
| Nélida Olivet        | Argentina | 3         | 1988, 1989, 1990 |
| Anahí Castaño        | Argentina | 3         | 2023, 2024, 2025 |
| Carlos Edgar Barria  | Argentina | 2         | 1990, 1991       |
| Manuel Méndez        | Argentina | 2         | 2003, 2004       |
| Mariano Mastromarino | Argentina | 2         | 2013, 2017       |
| Matías Schiel        | Argentina | 2         | 2012, 2014       |
| Miguel Maza          | Argentina | 2         | 2022, 2023       |
| Epifania Carhuas     | Perú      | 2         | 1992, 1994       |
| Leonor Crundall      | Argentina | 2         | 2001, 2002       |
| Lilia Gamboa         | Argentina | 2         | 1996, 1998       |
| Roxana Preussler     | Argentina | 2         | 1999, 2000       |